# بوجو أندليتش
بوجو أندليتش مواليد 16 مارس 1992 في ستنيي، الجبل الأسود، هو لاعب كرة يد مونتينيغري يلعب كوسط مدافع. يلعب حاليا مع نادي سغليد لكرة اليد ويحمل الرقم 23. مثل منتخب الجبل الأسود لكرة اليد.

## سجل المنافسة
شارك في البطولات التالية:
- بطولة أوروبا لكرة اليد للرجال 2016

## روابط خارجية
- بوجو أندليتش على موقع الاتحاد الأوروبي لكرة اليد (الإنجليزية)